# サイクロバクター・アクアティカス
サイクロバクター・アクアティカス（Psychrobacter aquaticus）プロテオバクテリア門ガンマプロテオバクテリア綱シュードモナス目モラクセラ科サイクロバクター属の種の一つであり、南極大陸のマクマードドライバレー地域から単離されたグラム陰性、好冷性、耐塩性、非運動性の真正細菌である。